# Montebello di Bertona
Montebello di Bertona – miejscowość i gmina we Włoszech, w regionie Abruzja, w prowincji Pescara.
Według danych na rok 2004 gminę zamieszkiwało 1120 osób, 53,3 os./km².